# Spættet and
Spættet and (latin: Stictonetta naevosa) er en andeart der lever i det sydlige Australien. Den er meget speciel og har derfor sin egen underfamilie (Stictonettinae) og slægt (Stictonetta).
| Fugl | Spire Denne artikel om fugle er en spire som bør udbygges. Du er velkommen til at hjælpe Wikipedia ved at udvide den. |